# Social pejling
 Der er for få eller ingen kildehenvisninger i denne artikel, hvilket er et problem. Du kan hjælpe ved at angive troværdige kilder til de påstande, som fremføres i artiklen.

Social pejling er et sociologisk begreb udviklet af amerikanerne H. Wesley Perkins og Alan D. Berkowitz i midten af 1980'erne.
De to forskere opdagede, at de unge på et mindre college i USA havde overdrevne forestillinger omkring, hvor meget alkohol deres medstuderende drak. Senere blev der, blandt unge på forskellige universiteter i USA, registreret lignende gæt, der langt oversteg det reelle forbrug.

## Social pejling som forebyggelse
Da mennesker ofte opfører sig, som de tror, andre gør, kan overdrevne forestillinger være problematiske. Ved at gøre de unge opmærksomme på, at deres forestillinger ikke stemmer overens med virkeligheden, kan social pejling bruges til at forebygge blandt andet overforbrug af alkohol. Ideen er, at når de unge finder ud af, at det ikke er så almindeligt at drikke, som de tror, så vil de selv skære ned på deres eget forbrug. Dette er blandt andet blevet efterprøvet i Ringstedforsøget  og ÅrhusEksperimentet.